# 贝利埃
贝利埃是法国一家汽车制造公司。位于里昂郊外的維尼西厄。

## 历史
1899年马里乌斯·贝利埃创办。第一次世界大战爆发后，开始生产卡车。从1914年起，法军订购了25,000台CBA卡车。在1916年，每天有40台CBV卡车下线；工人数量达到了3,150人。贝利埃CBA 4/5吨卡车成为1916年凡尔登战役法军不屈后勤的象征。

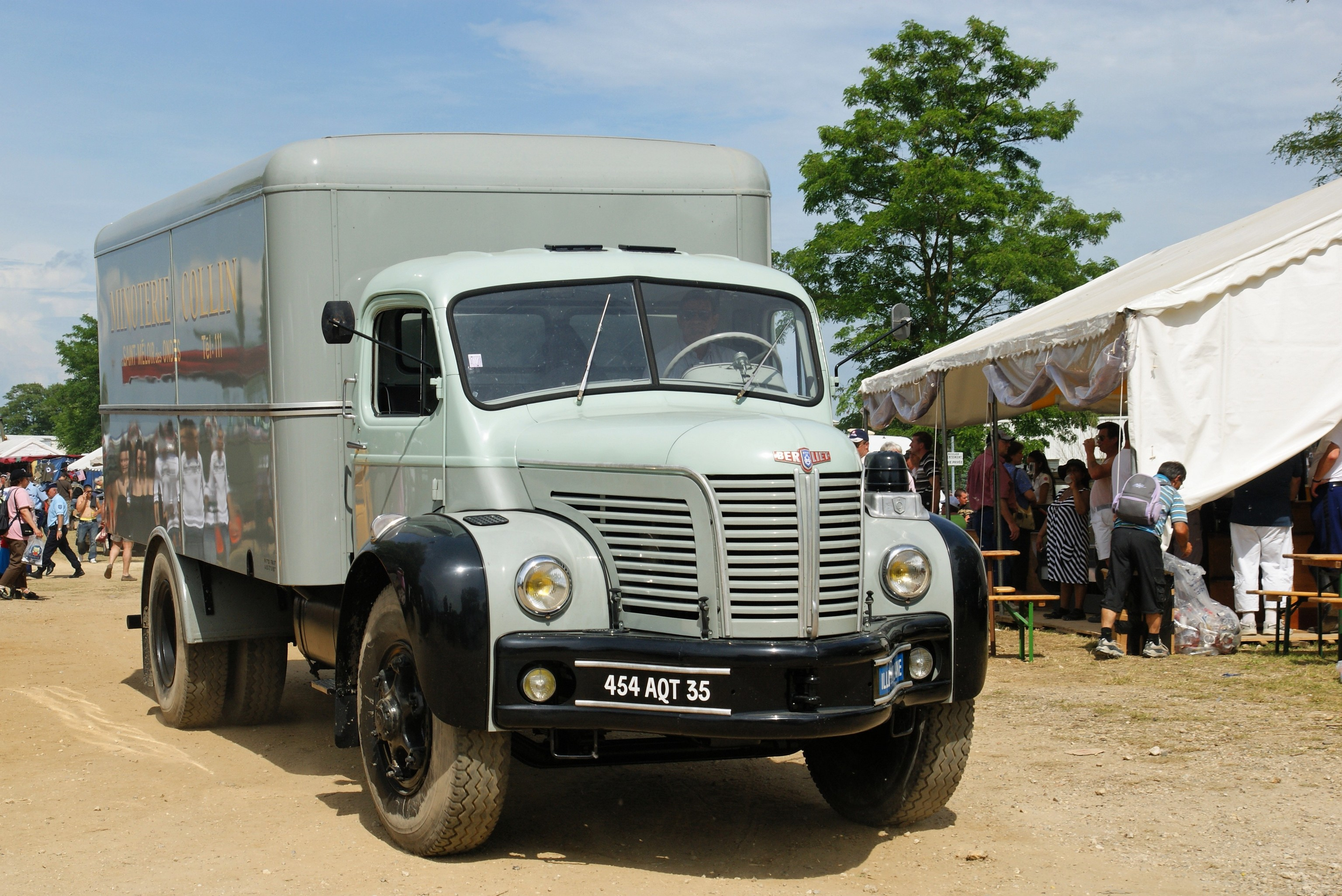
贝利埃 GLR，二战后的第一款卡车

1939年停产小轿车。二战中，为德国生产了2330台卡车。 因为在二战时的德军卡车生产商的角色而导致贝利埃公司在1944年被法国政府收归国有，同时马里乌斯·贝利埃也被法国政府拘捕。直至1949年公司重新归其儿子控制。
二战后，只生产卡车与公共汽车。1957年制造了当时世界上最大的卡车： 贝利埃 T100 6X6，装备了600 hp（447 kW）或700 hp（522 kW）康明斯V12缸发动机，用作自卸卡车或者公路牵引车。
1966年，贝利埃生产了大约17000辆汽车。1967年8月并入雪铁龙，从而占据了法国6吨以上商用车市场的6成。1973年石油危机后，控股股东米其林决定脱手整车业务，专注于轮胎行业。1974年把雪铁龙卖给了標緻，贝利埃卖给了雷诺汽车。1978年与萨维姆合并为雷诺卡车。 
贝利埃作为品牌于1970年代末停用。最后的遗存是法军从1973年装备的贝利埃 VXB-170 4x4装甲人员输送车。

## 贝利埃在中国
1959年中国通过摩洛哥进口了一批贝利埃重型汽车。
1963年12月13日到1964年2月29日，周恩来总理率团包租荷兰航空飞机，55天访问亚非欧十四国。在访问摩洛哥时，参观了贝利埃在当地设置的卡车装配厂。一机部汽车工业局副总工程师胡亮为首的中国代表团访法后，1964年5月27日提交了《呈报与法国贝利埃汽车公司谈判情况的报告》。一机部协同总后勤部车船研究所对贝利埃提供的汽车资料展开研究；一机部汽车工业局派出数个工作组奔赴全国调查贝利埃汽车使用情况。1964年10月国务院批准(64)国计字502号文，组建四川汽车制造厂，接收贝利埃汽车技术，年设计生产能力为GBU15 6吨越野车400辆、T25 （4×2 25吨重型矿用）自卸卡车50辆、GLM民用型12吨级载重汽车200辆、TCO大型50吨鞍式牵引车400辆。1965年1月开始，中法就引进贝利埃重型汽车技术展开了多轮谈判。1965年3月，一机部指令长春汽车研究所援建重庆重型汽车研究所，在法国技术资料交付前，先行对国内的贝利埃GBU15样车进行零部件测绘和制造工艺设计。1965年4月，一机部指令济南汽车制造厂派出技术骨干会同宜宾重型汽车制造厂做技术引进“落户”前的准备工作和建厂。1965年6月3日签订了《中国汽车工业总公司和法国贝利埃汽车公司就四款贝利埃重型汽车技术专利转让合同》，四个基本车型和相配套的三种发动机，金额850万美元；贝利埃汽车公司出面帮助从西欧六国引进生产线所需机床设备的佣金610万美元。
1965年一机部把厂址确定为大足县双桥人民公社，厂名定为四川汽车制造厂。1966年6月，第一辆8吨级6×6军用重型越野车“红岩CQ260”试制成功。红岩CQ260于1968年改型为CQ261，1971年7月批量生产。1975年5月15日，时任中华人民共和国国务院副总理的邓小平访问里昂，并于下午参观贝利埃工厂，董事长保罗·贝利埃陪同。1984年10月，GBU15车型作为海军导弹牵引车参加了国庆35周年大阅兵。
中国没有引进贝利埃GBC 8MT车型，第一拖拉机制造厂6×6“东方红665”是以法国GBC 8MT越野汽车底盘、捷克斯洛伐克太脱拉风冷柴油发动机为基础测绘仿制的133千瓦的LT8120F，借鉴和吸收国内外其它车型的成功经验，如当时先进的液压助力转向系统、各驱动桥上装配了气动操纵的牙嵌式强制差速锁，自行研制的重型越野车。